# Island Lake (Marlborough)
Der Island Lake ist ein Gebirgssee in der Region des Marlborough District auf der Südinsel von Neuseeland.

## Geographie
Der Island Lake befindet sich auf einer über 1000 m liegenden Hochebene, östlich der Balaclave Ridge und westlich der Alma Heights. Der See gehört zu einer Ansammlung von sechs unterschiedlich großen Seen in der Ebene, von denen der Bowscale Lake der größte ist, gefolgt vom Island Lake und vom Fish Lake. Der Island Lake umfasst eine Fläche von 16,9 Hektar und erstreckt sich über eine Länge von rund 870 m in Nord-Süd-Richtung. In der maximalen Breite misst der See rund 310 m in Ost-West-Richtung und der Umfang des Sees beträgt rund 2,42 km.
Gespeist wird der Island Lake hauptsächlich über von Norden zulaufende Gebirgsbäche und die Entwässerung erfolgt an seinem südlichen Ende über einen nicht näher bezeichneten Bach in Richtung des Alma River, der später in den Severn River mündet.
In dem See befinden sich vier kleine Inseln, drei an seinem nordwestlichen Zufluss und die mit 0,47 Hektar größte Insel in der südlichen Hälfte des Sees.